# Eurema reticulata
Eurema reticulata är en fjärilsart som först beskrevs av Butler 1871.  Eurema reticulata ingår i släktet Eurema och familjen vitfjärilar. Inga underarter finns listade i Catalogue of Life.